# محوطه خرابه کند
محوطه خرابه کند در شهرستان تاکستان، روستای شنتسق پایین واقع شده و این اثر در تاریخ ۲۸ فروردین ۱۳۸۰ با شمارهٔ ثبت ۳۷۴۵ به‌عنوان یکی از آثار ملی ایران به ثبت رسیده است.